# Портрет Филиппа Осиповича Паулуччи
«Портрет Филиппа Осиповича Паулуччи» — картина Джорджа Доу и его мастерской из Военной галереи Зимнего дворца.
Картина представляет собой погрудный портрет генерал-лейтенанта маркиза Филиппа Осиповича Паулуччи из состава Военной галереи Зимнего дворца.
Во время Отечественной войны 1812 года генерал-лейтенант Паулуччи был генерал-адъютантом и занимал должность начальника Главного штаба 1-й Западной армии, однако в связи с конфликтом с М. Б. Барклаем де Толли он под предлогом болезни был отстранён от должности. В октябре 1812 года был назначен Рижским военным губернатором и руководил военными действиями в прибалтийских губерниях против корпуса маршала Макдональда, начал переговоры с генералом Йорком о выходе Пруссии из пронаполеоновской коалиции, отличился при захвате Мемеля.
Изображён в генерал-адъютантском мундире, введённом в 1815 году, на эполетах вензель императора Александра I, слева на груди генерал-адъютантский аксельбант. На шее крест ордена Св. Георгия 3-го класса; по борту мундира кресты  ордена Св. Владимира 2-й степени и сардинского ордена Св. Маврикия и Лазаря; справа на груди серебряная медаль «В память Отечественной войны 1812 года» на Андреевской ленте, бронзовая дворянская медаль «В память Отечественной войны 1812 года» на Владимирской ленте, звёзды орденов Св. Александра Невского и Св. Владимира 2-й степени. С тыльной стороны картины надпись: Geo Dawe RA pinxt. Подпись на раме: Маркизъ Ф. О. Паулуччи, Генералъ Лейтенантъ.
Несмотря на то, что 7 августа 1820 года Комитетом Главного штаба по аттестации маркиз Паулуччи был включён в список «генералов, находившихся в сражениях, не внесённых в списки для галереи, потому что в препровождениях к рассмотрению Комитета не находятся», 6 января 1825 года император Александр I приказал написать его портрет. Сам Паулуччи в это время по-прежнему находился в Риге; известно, что он в 1823—1824 годах несколько раз приезжал в Санкт-Петербург (например в марте 1823 года, в январе и октябре 1824 года). А. А. Подмазо высказал предположение, что в один из своих приездов Паулуччи обратился с просьбой к императору о включении его портрета в Военную галерею, эта просьба была удовлетворена и соответственно Доу написал портрет. Гонорар Доу был выплачен 24 марта 1825 года. Готовый портрет был принят в Эрмитаж 7 сентября 1825 года.
А. А. Подмазо приводит репродукцию авторского повторения галерейного портрета из частного собрания без указания конкретного владельца. На этом варианте у Паулуччи ниже звёзд российских орденов дополнительно изображена звезда пармского Константиновского ордена Св. Георгия 1-й степени.